# Лиза Брайт
Лиза Брайт (англ. Lisa Bright, род. 13 сентября 1963, США) — американская порноактриса, лауреатка премии AVN Awards.

## Биография
Родилась 13 сентября 1963 года в США. Дебютировала в порноиндустрии в 1987 году, в возрасте около 24 лет.
Снималась для таких студий, как VCA Pictures, Caballero Home Video, Metro, Vivid Entertainment, Western Visuals и других.
В 1989 году получила премию AVN Awards в номинации «лучшая групповая сцена» за фильм Ghostess With The Mostestсовместно с Аей, Дэной Линн, Блейком Палмером и Джои Сильвера.
Ушла из индустрии в 1991 году, снявшись в 49 фильмах.

## Награды и номинации
| Год  | Церемония  | Результат | Номинация              | Работа                    |
| ---- | ---------- | --------- | ---------------------- | ------------------------- |
| 1989 | AVN Awards | Победа    | Лучшая групповая сцена | Ghostess With The Mostest |

## Избранная фильмография
- Ghostess With The Mostest
- Talk Dirty to Me One More Time 2[5]
- Hello Molly[6]